# Norrtuna
Norrtuna is een plaats in de gemeente Gnesta in het landschap Södermanland en de provincie Södermanlands län in Zweden. De plaats heeft 96 inwoners (2005) en een oppervlakte van 41 hectare.